# Gnatholepis
Gnatholepis is een geslacht van straalvinnige vissen uit de familie van grondels (Gobiidae). Het geslacht is voor het eerst wetenschappelijk beschreven in 1874 door Bleeker.

## Soorten
- Gnatholepis anjerensis (Bleeker, 1851)
- Gnatholepis argus Larson & Buckle, 2005
- Gnatholepis caudimaculata Larson & Buckle, 2012
- Gnatholepis cauerensis (Bleeker, 1853)
- Gnatholepis gymnocara Randall & Greenfield, 2001
- Gnatholepis knighti Jordan & Evermann, 1903
- Gnatholepis ophthalmotaenia (Bleeker, 1854)
- Gnatholepis pascuensis Randall & Greenfield, 2001
- Gnatholepis thompsoni Jordan, 1904
- Gnatholepis yoshinoi Suzuki & Randall, 2009